# Старая Степановка (Оренбургская область)
Старая Степановка — посёлок в составе городского округа город Бугуруслан Оренбургской области России.

## География
Расположен на левом берегу реки Большой Кинель, в 6,5 км к юго-западу от центра городского округа — города Бугуруслан, ближайшая железнодорожная станция — разъезд Степановка, в 1,5 км к юго-западу.

## Население
| 2010 |
| ---- |
| 15   |

Национальный состав
По данным Всероссийской переписи населения 2010 года:
| № | Национальность | Численность, чел. | Доля   |
| - | -------------- | ----------------- | ------ |
| 1 | русские        | 10                | 66,7 % |
| 2 | другие         | 5                 | 33,3 % |